# Forques (Tírvia)
Forques és un despoblat del terme municipal de Tírvia, a la comarca del Pallars Jussà.
És al nord de la vila de Tírvia, a una alçada similar -una mica més avall- a la de la vila. Al lloc on hi hagué aquesta població hi ha ara la Borda Forques i la capella de la Mare de Déu del Roser.
Hi mena el Camí del Roser en uns 800 metres de recorregut.